# マヌーバ (チュニジア)
マヌーバ（アラビア語: منوبة）はチュニジアの都市である。マヌーバ県の県都である。

## 交通

### 鉄道
チュニスメトロ4号線